# Copa de la República Dominicana
La Copa Dominicana de Fútbol es el torneo de copa de fútbol a nivel de clubes más importante de la República Dominicana y que es organizado por la Federación Dominicana de Fútbol.

## Historia
La copa fue creada en el año 2015 como parte del proceso de profesionalización del fútbol en la República Dominicana, con la diferencia de que no era como la Liga Dominicana de Fútbol, esto porque es un torneo de carácter abierto, o sea, que pueden participar equipos tanto profesionales como aficionados.
Su temporada inaugural fue en el 2015, donde el primer campeón de la copa fue el Cibao FC, el cual venció en la final a la Universidad O&M FC.

## Palmarés
| Temporada | Campeón  | Resultado | Subcampeón           |
| --------- | -------- | --------- | -------------------- |
| 2015      | Cibao FC | 3:1       | Universidad O&M FC   |
| 2016      | Cibao FC | 2:0       | Universidad O&M FC   |
| 2025      | Cibao FC | 2:1       | Delfines del Este FC |

### Títulos por equipo
| Equipo               | Títulos | Subtítulos | Años campeón     | Años subcampeón |
| -------------------- | ------- | ---------- | ---------------- | --------------- |
| Cibao FC             | 3       | 0          | 2015, 2016, 2025 |                 |
| Universidad O&M FC   | 0       | 2          |                  | 2015, 2016      |
| Delfines del Este FC | 0       | 1          |                  | 2025            |